# Al-Jakubijja
Al-Jakubijja (arab. اليعقوبية) – wieś w Syrii, w muhafazie Idlib. W 2004 roku liczyła 476 mieszkańców.